# تریستان برنار
تریستان برنار (به فرانسوی: Tristan Bernard) رمان‌نویس و نمایش‌نامه نویس قرن نوزدهم میلادی اهل فرانسه بود.